# Вайнберг, Илья Саулович
Илья Саулович Вайнберг (1904—1946) — учёный-невропатолог, нейрохирург. Доктор медицинских наук (1938). Профессор.

## Биография
Илья Саулович Вайнберг родился 21 июня 1904 года. С 14 лет рос без матери, которую ему заменила тётя Ф. Ю. Шер-Вайнберг, оказавшая большое влияние на формирование личности, и как она, решил стать врачом. Он поступил на медицинский факультет Крымского университета. Завершил образование в 1927 году в институте, который сейчас называется Санкт-Петербургская медицинская академия им. И. И. Мечникова.

## Карьера
В 1928 году Илья Саулович поступил в аспирантуру на кафедру нервных болезней, а в 1931 году стал ассистентом. В 1934 году Иустин Джанелидзе включил его в группу медиков, назначенных Сталиным для реанимации смертельно раненного Кирова. В 1936 году он стал доцентом, в 1938 году успешно защитил докторскую диссертацию. В 1939 году он получил должность профессора кафедры нервных болезней ГИДУВа, а в 1940 году его назначили директором института. Одновременно, с 1932 по 1936 год, Илья Саулович являлся старшим научным сотрудником в клинике нервных болезней Всесоюзного института экспериментальной медицины, где вёл исследования в области нейрохирургии под руководством академиков И. П. Павлова и С. Н. Давиденкова.
С начала Великой Отечественной войны и до 1944 года Вайнберг заведовал в ГИДУВе кафедрой нервных болезней. Его научные труды и монографии, посвящённые регуляции сосудов и роли эндокринной системы в развитии гипертонии, являлись важным учебным пособием для студентов медицинских вузов страны на протяжении многих лет. На базе института был создан эвакогоспиталь № 78, профессор И. С. Вайнберг стал его начальником. Лечение в госпитале проходили не только раненые бойцы, но и больные, ослабевшие от голода, ленинградцы.
Научная деятельность института была в основном ориентирована на военную хирургию. Так, 27 ноября 1941 года в ГИДУВе открылась Вторая научная медицинская конференция по оборонной тематике, посвящённая проблемам военной невропатологии и нейрохирургии. Было выслушано 10 докладов профессоров института И. С. Бабчина, С. Н. Давиденкова, И. С. Вайнберга и других. Газета «Правда» 2 января 1942 года поместила статью «Наука побеждает смерть», посвящённую самоотверженной работе врачей ГИДУВа. Там есть такие строчки: «Под руководством профессора Вайнберга освоены методы быстрого излечения закрытых травм черепа».
В 1944 году, на волне нарастающего государственного антисемитизма, профессор Вайнберг неожиданно был уволен с кафедры нервных болезней, а через несколько месяцев снят с должности директора ГИДУВа. Для учёного это было серьёзным ударом. 29 августа 1946 года, во время обычного обхода, И. С. Вайнберг скоропостижно скончался. Ему было сорок два года. 
Профессор Вайнберг похоронен в Ленинграде на Большеохтинском кладбище.

## Ордена и медали
- орден Отечественной войны 1-й степени,
- орден Красной Звезды,
- медаль «За оборону Ленинграда»,
- медаль «За победу над Германией»

## Семья
В 1940 году Илья Саулович женился на солистке Ленинградского театра оперы и балета имени Кирова, заслуженной артистке РСФСР Ирине Михайловне Витлин. Его единственная дочь Наталия родилась в феврале 1942 года в городе Молотов (ныне — Пермь), куда был эвакуирован Кировский театр. Сейчас Наталия Ильинична Вайнберг — историк театра, заслуженный работник культуры РФ.

## Память
Из воспоминаний дочери Ильи Вайнберга:
Все, знавшие моего отца, вспоминали о нем с теплотой, отмечали его отзывчивость, чуткость и удивительную доброту. Старая лаборантка из ГИДУВа, с которой я познакомилась в 1966 году, рассказала мне, что папа никогда не делал разницы в общении с учёным, начальником или санитаркой. Во время блокады он заботился о сотрудниках, подкармливал ослабевших, проявлял внимание к их семьям. "Вот почему, - сказала лаборантка, - когда он умер, плакали многие. Его провожал не только институт, но и весь город"